# Kanton Lucenay-l’Évêque
Der Kanton Lucenay-l’Évêque war bis 2015 ein französischer Kanton im Arrondissement Autun im Département Saône-et-Loire und in der Region Burgund; sein Hauptort war Lucenay-l’Évêque, Vertreter im Generalrat des Départements war von 1998 bis 2011 Michel Dessertenne (PS), ihm folgte Jean-Baptiste Pierre (DVG) nach. 
Der Kanton war 291,61 km² groß und hatte 3.924 Einwohner (Stand 1999), was einer Bevölkerungsdichte von 13 Einwohnern pro km² entsprach. Er lag im Mittel auf 401 Meter über dem Meeresspiegel, zwischen 295 m in Cordesse und 845 m in Roussillon-en-Morvan. 

## Gemeinden
Der Kanton bestand aus zwölf Gemeinden:
| Gemeinde             | Einwohner Jahr | Fläche km² | Bevölkerungsdichte | Code INSEE | Postleitzahl |
| -------------------- | -------------- | ---------- | ------------------ | ---------- | ------------ |
| Anost                | 712 (2013)     | –          | – Einw./km²        | 71009      | 71550        |
| Barnay               | 120 (2013)     | –          | – Einw./km²        | 71020      | 71540        |
| Chissey-en-Morvan    | 288 (2013)     | –          | – Einw./km²        | 71129      | 71540        |
| Cordesse             | 185 (2013)     | –          | – Einw./km²        | 71144      | 71540        |
| Cussy-en-Morvan      | 454 (2013)     | –          | – Einw./km²        | 71165      | 71550        |
| Igornay              | 545 (2013)     | –          | – Einw./km²        | 71237      | 71540        |
| Lucenay-l’Évêque     | 355 (2013)     | –          | – Einw./km²        | 71266      | 71540        |
| La Petite-Verrière   | 52 (2013)      | –          | – Einw./km²        | 71349      | 71400        |
| Reclesne             | 315 (2013)     | –          | – Einw./km²        | 71368      | 71540        |
| Roussillon-en-Morvan | 267 (2013)     | –          | – Einw./km²        | 71376      | 71550        |
| La Celle-en-Morvan   | 484 (2013)     | –          | – Einw./km²        | 71509      | 71400        |
| Sommant              | 211 (2013)     | –          | – Einw./km²        | 71527      | 71540        |

## Bevölkerungsentwicklung
| 1962  | 1968  | 1975  | 1982  | 1990  | 1999  | 2007  |
| ----- | ----- | ----- | ----- | ----- | ----- | ----- |
| 4.399 | 4.712 | 4.151 | 4.152 | 4.188 | 3.924 | 3.917 |